# Гаттерман, Людвиг
Лю́двиг Га́ттерман (нем. Friedrich August Ludwig Gattermann; 20 апреля 1860, Гослар, Нижняя Саксония — 20 июня 1920, Фрайбург) — немецкий химик-органик, внесший значительный вклад в развитие органической и неорганической химии. Изобретатель «реакции Гаттермана» и один из разработчиков «реакции Гаттермана — Коха».

## Юность, образование
Людвиг Гаттерман родился 20 апреля 1860 года в Госларе, старом шахтерском городе к северу от горного массива Гарц. Двое из трех его родных братьев умерли в молодом возрасте. Ещё во время учёбы в реальном училище он начал экспериментировать. В 1880 году он собирался поступать в Лейпцигский университет, но смог начать учёбу только в 1881 году — после того, как завершил свою воинскую службу. Спустя год вместе с Робертом Бунзеном в течение семестра он занимался у Либермана в Берлинском университете для улучшения своих познаний в неорганической химии. Первые научные работы Гаттермана появились в 1883 году и относятся к изучению ароматических аминов с их нитро- и галоидопроизводными.

## Научная карьера

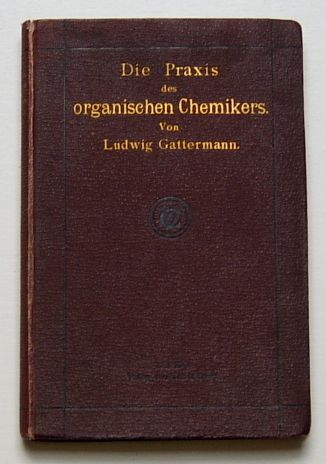
Практические работы по органической химии

### Геттинген
Для своих дальнейших исследований Гаттерман выбрал Геттингенский университет, находившийся рядом с Госларом. Он начал выполнять диссертацию под руководством профессора Ганса Хюбнера, умершего в 1884 году; докторскую степень (Ph.D) получил уже в 1885 году. Преемником Г.Хюбнера в Геттингенском университете стал Виктор Мейер, в его группе (в том числе ассистентами) работали некоторые известные химики, такие как Рудольф Леукарт, Эмиль Кневенагель, Трауготт Сандмайер и Карл фон Ауверс.
Вместе с В. Мейером установил строение тиофена и работал над изучением его производных. Во время пребывания в Геттингене В. Мейер установил сотрудничество с компанией «Friedr. Bayer & Co.», производящей красители (позднее известна как «Bayer AG») и с её главным химиком Карлом Дуисбергом, работавшим в компании с 1888 года в течение 32 лет. Это сотрудничество помогло Гаттерману узнать индустриальную химию и предоставило ему доступ к химическим соединениям — продуктам компании Байер.

### Гейдельберг
Когда Виктор Мейер в 1889 году переезжал в Гейдельберг, сменив на должности профессора Гейдельбергского университета Роберта Бунзена, Гаттерман последовал за ним. Он вел практические занятия у студентов в лаборатории в течение нескольких лет (вплоть)до самоубийства Виктора Мейера. Он оставался в Гейдельберге до 1900 году вместе с преемником Мейера, Теодором Кертиусом.

### Фрайбург
В 1900 году Гаттерман стал профессороом Фрайбургского университета. Он улучшил образовательную ситуацию и был вовлечен, главным образом, в организационные вопросы и преподавание. Результаты его собственных исследований выходят все реже, большинство статей публикуется в соавторстве с его студентами и докторантами.

## Исследования
Основные труды Л.Гаттермана относятся к области органической химии. Однако первые его работы были связаны с неорганическими веществами: получение (1887) чистого трихлорида азота и анализ этого опасного взрывчатого вещества показали его превосходные способности экспериментатора. Производные бора и кремния при взаимодействии с магнием давали аморфные порошки, которые были более реакционноспособными и легче вступали в реакции, нежели структурированные (кристаллические) вещества. Гаттерман синтезировал и охарактеризовал Si2Cl6, Si3Cl8, а также самовоспламеняющийся P2H4. Его отношение к очень ядовитой синильной кислоте лучше всего проиллюстрировать его собственным высказыванием: «Если Вы привыкли обращаться с химическими веществами, то это не труднее, чем обращаться с алкоголем».
В органической химии Гаттерман открыл (1890) реакцию обмена диазогрупы в ароматических солях диазония на галоген или цианогруппу в присутствии металлической меди как катализатора (реакция Гаттермана, рассматривается как модификация реакции Зандмейера); способ формилирования ароматического ядра воздействием смеси синильной и хлороводородной кислот в присутствии треххлористого алюминия (1898). Совместно с И. А. Кохом разработал метод получения альдегидов формилированием соответствующих ароматических углеводородов действием оксида углерода и хлороводорода в присутствии кислот Льюиса (реакция Гаттермана-Коха, 1897).
Особое место занимает его книга «Практические работы по органической химии»: она стала классическим учебником по органическому синтезу, фактическим стандартом почти в каждом немецком университете. В некоторых университетах органический курс до сих пор называют «Гаттерманом». На немецком языке она выдержала более 40 изданий; пять раз переиздавалась по-русски (1912—1948).
Книга Гаттермана упомянута в автобиографии Примо Леви «Человек ли это?», посвященной периоду Холокоста, когда описывается его «химическая беседа» на фабрике по производству синтетического каучука Буна в Аушвице.

## Личная жизнь
Личная жизнь Гаттермана в Гейдельберге и Фрайбурге была омрачена проблемным браком продолжительностью в 25 лет, который в конечном итоге распался. У него была одна дочь, которая заботилась о нём во время его болезни, ставшей причиной его смерти 20 июня 1920.